# RT America
RT America — бывший американский телеканал с главным офисом в Вашингтоне, являлся частью сети телеканалов RT. Имел бюро в Нью-Йорке, Майами и Лос-Анджелесе. Действовал с 2010 года по 3 марта 2022 года. Канал заявил, что охватил аудиторию в 85 миллионов человек в США, но эта цифра постоянно оспаривается.
Специализировался на освещении событий в США. Ведущими программ являлись американские журналисты.
В 2017 году по требованию Минюста США телеканал был зарегистрирован как «иностранный агент».
На фоне вторжения России на Украину, канал перестал вести прямые трансляции с 3 марта 2022 года, а T&R Productions объявило о постепенных сокращениях персонала. Зрители, настраивающиеся на трансляцию канала в кабеле или в интернете, видят международную версию RT International.

## Критика и инциденты
В отчете разведывательного сообщества Соединенных Штатов за 2017 год, RT был назван «главным каналом международной пропаганды Кремля».
В том-же году, Дэвид З. Моррис писал в журнал Fortune: «В первые годы RT предоставлял платформу для различных фальшивых или ложных повествований в американском общественном дискурсе», а гости канала «Утверждали, что теракты 11 сентября были заговором ЦРУ и что смерть Усамы бен Ладена была сфабрикована». По его словам «RT America освещает законные, но маргинальные политические взгляды и стирает грань между пропагандой и комментариями, нанимая уважаемых журналистов». Также Моррис напомнил, что во время президентской избирательной кампании 2016 года RT опубликовал теорию заговора об убийстве Сета Рича, чтобы подорвать кампанию Хиллари Клинтон.
NPR обвинило канал в поддержке Дональда Трампа во время его президентства.
В ходе расследования предполагаемого вмешательства России в президентские выборы США в 2016 году, разведывательные службы США заявили, что у них имеется «высокая уверенность» в вовлеченности RT в кампанию, организованную Владимиром Путиным.

### Заявление Эбби Мартин
4 марта 2014 года ведущая программы «Breaking The Set» Эбби Мартин в конце своего шоу заявила, что хотя она работает на RT, она выступает против аннексии Крыма. Позже журналистка заявила, что несмотря на ее разногласия с российским правительством, RT все равно ее поддерживает. Пресс-служба канала заявила, что отправит Мартин в Крым и отверг заявления о пропаганде.
Журналист Гленн Гринвальд сказал, что американские медиа-элиты любят высмеивать российские СМИ, в особенности RT, но эта ситуация по его мнению показала, что на канале есть «журналистская независимость».

### Увольнение Лиз Уол
На следующий день после заявления Мартин, ведущая новостей Лиз Уол уволилась в прямом эфире и назвала RT пропагандистской машиной президента Владимира Путина:
Я не могу быть частью сети, финансируемой российским правительством, которая обеляет действия Владимира Путина. Я горжусь тем, что я американка, и верю в распространение правды. И именно поэтому, после этого выпуска новостей, я увольняюсь.
Телеканал в ответ опубликовал заявление, в котором назвал публичное увольнение Лиз Уол «саморекламой».
В марте 2014 года в Politico Уол дополнила свое заявление, сказав: «Около двух лет я смотрела в другую сторону, когда канал очернял Америку ради того, чтобы Кремль выглядел лучше в сравнении и приукрашал зверства одного жесткого диктатора».

### Прерывание C-SPAN
12 января 2017 года трансляция дебатов в Палате представителей на канале C-SPAN 1 была прервана включением RT America. C-SPAN объяснил это технической неисправностью, обвинив в ошибке внутреннюю систему маршрутизации.
RT заявила, что когда она тестировала свои системы в рамках подготовки к инаугурации Дональда Трампа, ее сигнал был «ошибочно направлен на основной кодировщик, передающий сигнал C-SPAN 1 в интернет, а не на использованную резервную копию».

## Ведущие
- Ларри Кинг
- Макс Кайзер
- Джесси Вентура
- Алёна Миньковская
- Эбби Мартин
- Крис Хеджес[22]